# 孫襄
孙襄（？—前547年），字伯国，姬姓、孙氏，中国春秋时期卫国人，上卿孙林父的儿子，孙蒯的兄弟。

## 生平
前559年，孙林父、孙蒯废黜卫献公，拥立卫殇公。前547年，孙文子在戚，孙嘉聘于到齐国聘问，孙襄居守卫国。二月初六日，宁喜、右宰穀进攻孙氏，不得胜，孙襄受伤。宁喜退出城，住在郊外。孙襄死了，孙家人在夜里哭号。城里的人召唤宁喜，宁喜再攻孙氏，攻克了。二月初七日，杀死了卫侯剽和太子角，立卫献公复辟，孙林父以戚地归附晋国避难。